# جاك بيركنز (سائق سباق)
جاك بيركنز (بالإنجليزية: Jack Perkins)‏ هو سائق سباق نيوزيلندي، ولد في 22 أغسطس 1986 في ملبورن في أستراليا.